# Nomioides kenyensis
Nomioides kenyensis là một loài Hymenoptera trong họ Halictidae. Loài này được Pesenko & Pauly mô tả khoa học năm 2005.